# Anne de Joyeuse
Anne de Joyeuse, från 1561 hertig de Joyeuse, född 1560 eller 1561, död 20 oktober 1587, var en fransk hovman och militär.
Joyeuse tillvann sig Henrik III:s synnerliga ynnest, upphöjdes till hertig och gifte sig med kungens svägerska, drottningens syster. Motarbetad av Jean Louis de Nogaret de Épernon, syns han ha närmat sig ligan och hotades på grund därav av onåd, men mördades omedelbart efter sitt nederlag i slaget vid Coutras.